# Lipis
Huyện Lipis là một huyện thuộc bang Pahang của Malaysia. Huyện Lipis có dân số thời điểm năm 2010 ước tính khoảng 86200 người.